# Métropole de Galicie

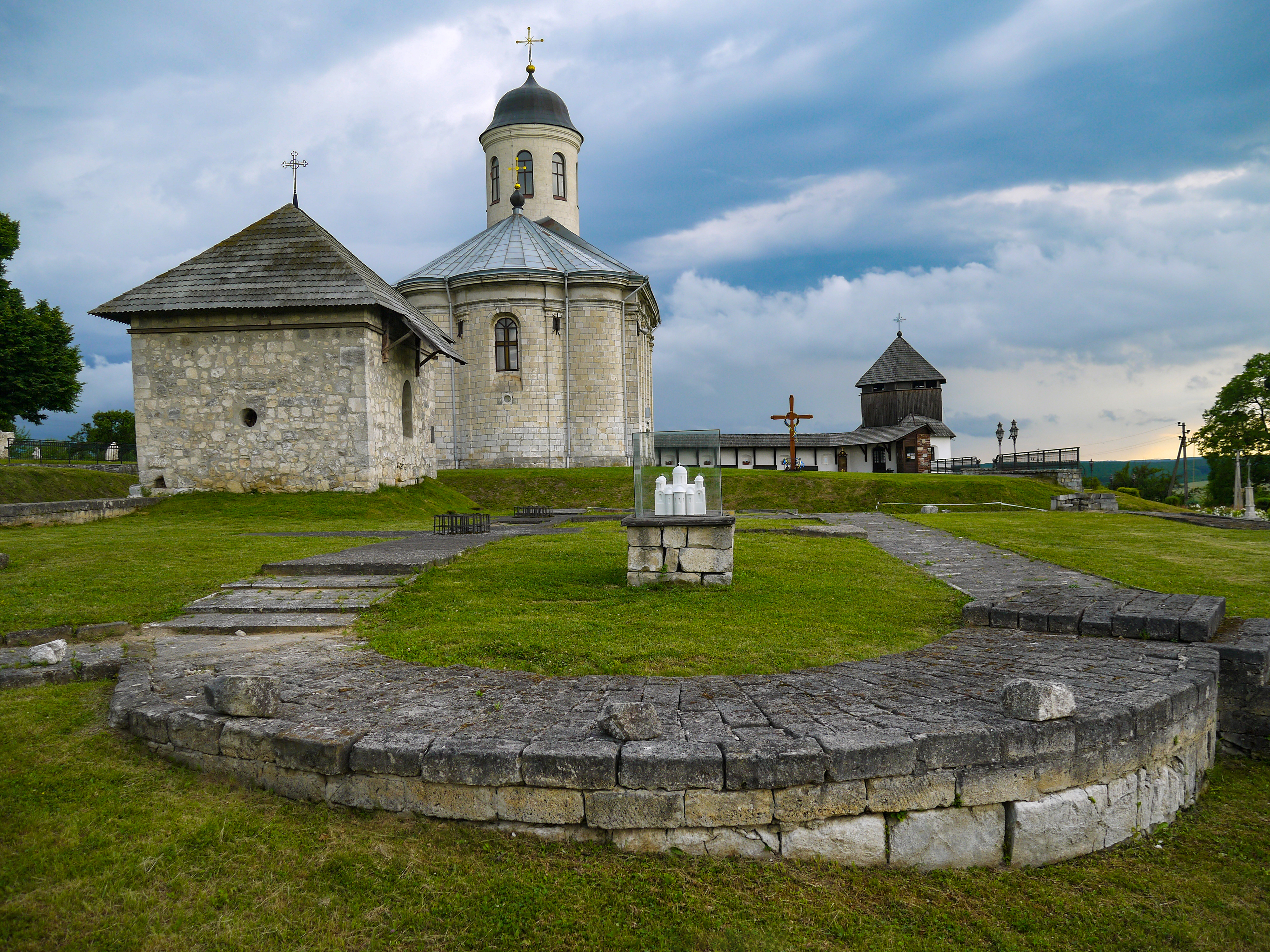
Les fondations de la cathédrale de l'Assomption de la Très Sainte Mère de Dieu.

La métropole de Galicie est une juridiction historique du patriarcat œcuménique de Constantinople créée en 1303 par division de la métropole de Kiev et de toute la Rus' pour les besoins des Orthodoxes de la principauté de Galicie-Volhynie.

## Histoire
- 1303 : à la demande du prince de Galicie-Volhynie, qui ne tolère pas que ses territoires soient sous le contrôle de la métropole de Kiev et de toute la Rus' (dont le siège a été transféré en 1299 à Vladimir en Moscovie), le patriarcat de Constantinople créé la métropole de Galicie.
- 1352 : la Métropole passe sous le contrôle de la métropole de Lituanie.
- 1371 : la Métropole est rétablie grâce au soutien du roi Casimir III de Pologne.
- 1401 : la Métropole est supprimée.

## Organisation
Dans les premiers temps de son histoire, la métropole de Galicie comptaient les éparchies suivantes :
- Éparchie de Volodymyr-Volynskyi
- Éparchie de Peremyshl
- Éparchie de Loutsk
- Éparchie de Turiv
- Éparchie de Kholm

## Listes des métropolites
- Nifonte 1302-1308